# Перайн, Ламайкл
Ламайкл Перайн (англ. La'Mical Perine, 30 января 1998, Мобил, Алабама) — американский футболист, раннинбек клуба НФЛ «Нью-Йорк Джетс».

## Биография
Ламайкл Перайн родился 30 января 1998 года. Его дед по отцовской линии Джеймс играл в футбол в университете, затем работал тренером в Мобиле. Родственниками Ламайклу приходятся игроки НФЛ Самаджи Перайн и Майлз Джек. Перайн вырос в Теодоре, в 15 километрах от Мобила, там же окончил школу. В 2014 году в составе её футбольной команды Перайн сыграл десять матчей, набирая в среднем по 141,6 ярду и сделав 16 тачдаунов на выносе. Спортивную стипендию ему предлагало более десяти учебных заведений, включая Алабамский университет. В мае 2015 года Ламайкл объявил о своём поступлении во Флоридский университет. В общенациональном рейтинге молодых игроков сайта 247Sports.com он занимал 490 место, среди раннинбеков находился на 28 позиции.

### Любительская карьера
В составе Флориды Гейторс Перайн дебютировал в сезоне 2016 года. Он сыграл в тринадцати матчах чемпионата и стал вторым раннинбеком команды по количеству набранных ярдов. Также Ламайкл выходил на поле на возвратах начальных ударов, в четырёх попытках набрав 86 ярдов. С 2017 года он стал игроком стартового состава. В своём втором сезоне в карьере Перайн занял первое место среди игроков «Флориды» по числу попыток выноса, набранных ярдов и тачдаунов. Также он стал первым с 2005 года бегущим «Гейторс», сделавшим три выносных тачдауна в одном матче.
В сезоне 2018 года Перайн сыграл в стартовом составе команды только один матч, но снова стал её лидером по основным статистическим показателям. Столь же успешно он выступал и в 2019 году, когда тренерский штаб стал активнее задействовать Ламайкла в пасовой игре. На приёме он набрал 262 ярда в тринадцати матчах, сделав пять тачдаунов. Этот результат стал лучшим для раннинбеков «Флориды» с 1982 года. Всего за свою студенческую карьеру Перайн сыграл в пятидесяти матчах, набрав 2 485 ярдов. Последней его игрой за «Гейторс» стал Оранж Боул 2019 года, в котором Ламайкл набрал 138 ярдов на выносе и 43 на приёме, суммарно сделал три тачдауна и был признан самым ценным его игроком. 

#### Статистика выступлений в NCAA
| Сезон | Команда         | Игры | Приём | Приём | Приём | Приём | Вынос | Вынос | Вынос | Вынос |
| Сезон | Команда         | Игры | Rec   | Yds   | Y/A   | TD    | Att   | Yds   | Y/A   | TD    |
| ----- | --------------- | ---- | ----- | ----- | ----- | ----- | ----- | ----- | ----- | ----- |
| 2016  | Флорида Гейторс | 13   | 9     | 161   | 17,9  | 1     | 91    | 421   | 4,6   | 1     |
| 2017  | Флорида Гейторс | 11   | 10    | 81    | 8,1   | 1     | 136   | 562   | 4,1   | 8     |
| 2018  | Флорида Гейторс | 13   | 13    | 170   | 13,1  | 1     | 134   | 826   | 6,2   | 7     |
| 2019  | Флорида Гейторс | 13   | 40    | 262   | 6,6   | 5     | 132   | 676   | 5,1   | 6     |
| Всего | Всего           | 50   | 72    | 674   | 9,4   | 8     | 493   | 2 485 | 5,0   | 22    |

### Профессиональная карьера
Перед драфтом НФЛ 2020 года аналитик сайта Bleacher Report Мэтт Миллер отмечал, что Перайн провёл хорошую карьеру во Флориде, но никогда не был доминирующим игроком, способным весь матч вести игру команды — он провёл лишь две игры с более чем 100 выносными ярдами. К его сильным сторонам он относил хорошую работу корпусом, опыт игры на приёме и в составе специальных команд, способность находить проходы в защите соперника и набирать дополнительные ярды за счёт этого. Минусами назывались невысокая подвижность, нехватка взрывной скорости, трудности в чтении блиц-комбинаций соперника.
Перайн был выбран клубом «Нью-Йорк Джетс» в четвёртом раунде под общим 120 номером. Контракт с командой он подписал в начале июля: срок действия соглашения составил четыре года, общая сумма — 4 млн долларов. Перед стартом предсезонной подготовки ему прогнозировали борьбу за место третьего раннинбека в составе после Левеона Белла и Фрэнка Гора. Он хорошо проявил себя в тренировочном лагере, удостоившись похвалы от квотербека команды Сэма Дарнолда. В НФЛ Перайн дебютировал на второй игровой неделе сезона 2020 года, заменив в составе травмированного Белла. В игре против «Сан-Франциско» Ламайкл набрал 17 ярдов. 

#### Статистика выступлений в НФЛ

##### Регулярный чемпионат
| Сезон | Команда        | Игры | Приём | Приём | Приём | Приём | Вынос | Вынос | Вынос | Вынос |
| Сезон | Команда        | Игры | Rec   | Yds   | Y/A   | TD    | Att   | Yds   | Y/A   | TD    |
| ----- | -------------- | ---- | ----- | ----- | ----- | ----- | ----- | ----- | ----- | ----- |
| 2020  | Нью-Йорк Джетс | 1    | 0     | 0     | 0,0   | 0     | 3     | 17    | 5,7   | 0     |
| Всего | Всего          | 1    | 0     | 0     | 0,0   | 0     | 3     | 17    | 5,7   | 0     |

* На 22 сентября 2020